# Liste des patriarches orthodoxes de Jérusalem
Liste des patriarches orthodoxes de Jérusalem (primats de l'Église orthodoxe de Jérusalem).

## Évêques de Jérusalem
Voir la page Liste des évêques de Jérusalem à l'époque ancienne

## Patriarches de Jérusalem et de toute la Palestine
- Juvénal (422-458), à partir de 451
- Anastase Ier (458-478)
- Martyrios (478-486)
- Salluste (486-494)
- Élie Ier (494-516)
- Jean III (516-524)
- Pierre (524-552)
- Macaire II (552, 564-575)
- Eustoche (552-564)
- Jean IV (575-594)
- Amos (594-601)
- Isaac (601-609)
- Zacharie (609 - ? )
- Modeste (632-634)
- Sophrone Ier (634- 11 mars 638)
- Vacance de plus de 50 ans[1].
- Anastase II (692-705)[2]
- Jean V (705-735)
- Théodore Ier (752/754- après 767)[3]
- Élie II (avant 787-797), épiscopat interrompu par une intrusion :
  - Théodose, intrus
- Georges Ier (797-807)
- Thomas Ier (807-820)
- Basile (820-838)
- Jean VI[4] (838-842)
- Serge (842-844)
- Salomon (855-860)
- Théodose (862-878)
- Élie III (878-907)
- Georges II[5] (908-911)
- Léonce Ier (912-929)
- Athanase Ier[6] (929-937)
- Christodule Ier[7] (?-937)
- Agathon (950-964)
- Jean VII[8] (964-966)
- Christodule II (966-969)
- Thomas II (969-978)
- Joseph II (980-983)
- Oreste (986-1005)
- Théophile Ier (1012-1020)
- Nicéphore Ier (1020-?)
- Joannice (?-?)
- Sophrone II (?-1084)
- Euthème Ier (1084)
- Simon II (1085-1106 ?). Le Patriarcat latin de Jérusalem est fondé en 1099 par les Croisés.
- Savvas (1106-1156)
- Jean VIII (1106-1156)
- Nicolas (?-?)
- Jean IX (1156-1166)
- Nicéphore II (1166-1170)
- Léonce II (1170-1190)
- Dosithée (?-1191)
- Marc II (1191-?)
- Euthème II († 1230)
- Athanase II (1231-1244)
- Sophrone III (v. 1245-?)
- Grégoire Ier (avant 1275-entre 1281 et 1291)
- Sophrone IV (avant 1291-avant 1303)
- Athanase III (avant 1303-1314)
- Grégoire II (1322)
- Lazare (c. 1334-1368)
- Arsène (1344)
- Dorothée Ier (1376-1417)
- Théophile II (1417-1424)
- Théophane Ier (1424-1431)
- Joachim (1431-?)
- Théophane II (1450)
- Athanase IV (1452-?)
- Jacques II (vers 1460)
- Abraham (?-1468)
- Grégoire III (1468-1493)
- Marc III (?-1503)
- Dorothée II (c. 1505-1537)
- Germain Ier (1537-1579)
- Sophrone V (1579-1608)
- Théophane III (1608-1644)
- Paisée Ier (1645-1660)
- Nectaire Ier (1660-1669)
- Dosithée II (1669-1707)
- Chrysanthe Ier (1707-1731)
- Mélèce Ier (1731-1737)
- Parthène Ier (1737-1766)
- Éphrème II (1766-1771)
- Sophrone VI (1771-1775)
- Abrame Ier (1775-1787)
- Procope Ier (1787-1788)
- Anthème Ier (1788-1808)
- Polycarpe Ier (1808-1827)
- Athanase V (1827-1845)
- Cyrille II (1845-1872)
- Procope II (1872-1875)
- Jérothée Ier (1875-1882)
- Nicodème Ier (1883-1890)
- Gérasime Ier (1891-1897)
- Damien Ier (1897-1931)
- Timothée Ier (1935-1955)
- Benoît Ier (1957-1980)
- Diodore Ier (1981-2000)
- Irénée Ier (2001-2005) (déposé)
- Théophile III (22 août 2005-aujourd'hui)